# フィリップ・デュフォー
フィリップ・デュフォー（Philippe Dufour ）は
1. 独立時計師アカデミーに所属するスイスの時計師
2. 時計師が創業した同名の時計メーカー

である。姓はデュフールとも表記する。日本の販売代理店はシェルマン。
地板は一般的な真鍮ではなく耐食性に優れた洋銀から削り出して作られる。歯車は素材から切り出しツゲの木の円盤で磨く。部品はジャンシャンという低木とダイヤモンドペーストで磨く。ネジはスウェーデン鋼から削り出し、熱処理、磨きまで社内で行う。製造従事者は現在時計師本人と、オーストリア出身の時計職人の2人のみである（なお、娘のマガリはヴァシュロン・コンスタンタンの複雑時計部門に勤めた後に父の元で3年間働き、現在はパテック・フィリップの複雑時計修理部門に勤務している）。このような丁寧な仕上げにより生産数は非常に少なく、年産は単機能で一番多いシンプリシティでも年産約20本、デュアリティでは年産1-2個に留まる。
ムーブメントの設計はコンピュータによるなど先端技術も取り入れている。　
日本にもファンが多く、親日家として知られる。また、グルーベル・フォルセイらと共に後進の指導にもあたっている。

## 経歴
- 1948年 - スイスのル・サンティエ（フランス語版）に生まれる。
- 1967年 - ジャガー・ルクルトに入社。
- 1978年 - 時計師として独立した。
- 1992年 - 腕時計化した『グラン・プチ・ソネリ・ミニッツリピーター』がバーゼル・フェアで技術部門金賞を受賞して世間で認められるきっかけとなり、以後は他メーカーからの製作依頼は断っている。この作品は、腕時計に時刻を鐘の音色で知らせる機構を世界で初めて盛り込んだ作品である。

## 製品
- グラン・プチ・ソネリ・ミニッツリピーター - グラン・ソヌリ、プチ・ソヌリ、ミニッツリピーター機能を備える。1978年に懐中時計版を試作、1983年にオーデマ・ピゲから「グランドコンプリケーション」として発売された。その後は腕時計化され、1992年にバーゼルフェアに出品されている。この時はゴールドケースの文字盤違い3本とプラチナケース1本のみ製造され、さらに1999年にサファイア文字盤が2本のみ製造された。
- デュアリティ - アルベール・ピゲの作ったダブルエスケープメントウォッチに影響されて1983年に脱進機を2つ持つ懐中時計を試作し、後に腕時計化され1996年に発表された。腕時計のダブルエスケープメントウォッチはこれが世界初である。製造したのは通算9本のみ。
- シンプリシティ - 2000年4月バーゼル・フェアで発表された。デュアリティのコンセプトを踏襲し、シングルエスケープメントで何世代にもわたって使用できるように、整備しやすく設計されている。シンプルながら黄金期のパテック・フィリップのような仕上げがなされている。注文が殺到したため、2012年を以て受注受付を終了した[2]が、2024年現在も製造が続いている[3]。これまでに製造されたのは金やプラチナ製の200本余り。製作のきっかけは、友人のアントワーヌ・プレジウソから、日本向けの時計を作ったらどうか、と勧められたからであるという[1]。